# コーラ・ダイアモンド
コーラ・ダイアモンド（Cora Diamond、1937年 - ）は、アメリカ合衆国・ニューヨーク出身の哲学者。ルートヴィヒ・ウィトゲンシュタイン、ゴットロープ・フレーゲ、道徳哲学、政治哲学、言語哲学、哲学と文学の関係を研究対象としている。現在、ヴァージニア大学ケナン名誉教授。
ダイアモンドによる最もよく読まれた論文の一つに「What Nonsense Might Be」があるが、これは論理実証主義者による無意味についての理論をフレーゲ的観点から批判したものである（カテゴリー錯誤を見よ）。「Eating Meat and Eating People」という論文では、動物の権利についての現代人の態度を詩的・哲学的に検討している。ダイアモンドは前期ウィトゲンシュタイン（『論理哲学論考』）と後期ウィトゲンシュタイン（『哲学的探究』）のどちらについても著作があり、アリス・クレーリーやジェイムズ・コナントらが推し進めている新ウィトゲンシュタイン主義に大きな影響を与えた。
ダイアモンドは論文集『The Realistic Spirit: Wittgenstein, Philosophy, and the Mind』の編者である。また、ウィトゲンシュタインの学生だったノーマン・マルコム、ラッシュ・リーズ、ヨリック・スマイシーズ、R.G. ボサンケットによる授業ノートをまとめた『ウィトゲンシュタインの講義 数学の基礎篇 ケンブリッジ 1939年（Wittgenstein's Lectures on the Foundations of Mathematics: Cambridge 1939）』の編集を行った。
論文集『Wittgenstein and the Moral Life: Essays in Honor of Cora Diamond (edited by Alice Crary)』の寄稿者には、アリス・クレーリー、ジョン・マクダウェル、マーサ・ヌスバウム、スタンリー・カヴェル、ジェイムズ・コナントらがいる。
ダイアモンドは1957年にスワースモア大学から学士号を、1961年にオックスフォード大学から修士号（BPhil）をそれぞれ得ている。